# Sint Antoniusbank (hoeve)
De hoeve Sint Anthoniusbank staat in het gelijknamige gehucht in de Nederlandse provincie Limburg. De hoeve is een rijksmonument.

## Geschiedenis
In de middeleeuwen was Sint Antoniusbank een vrije rijksheerlijkheid, in eigendom van het Maastrichtse klooster van de Antoniusbroeders. De hoeve diende als zetel van deze heerlijkheid. Bij een opdeling van de heerlijkheid in 1480 kregen jonker Aert van den Drissche en Antonie van Dulsen de hoeve in bezit.
De familie Le Berlier uit Luik was vanaf 1487 eigenaar van de hoeve Sint Antoniusbank. Een van hen was Jean le Berlier, die in 1506 als eigenaar werd genoemd en nadien enkele malen burgemeester was in Luik. De laatste eigenaar uit deze familie was Eustachius le Berlier, getrouwd met Anna van Rave van Amby. Eustachius overleed in 1664 en de hoeve kwam terecht bij zijn zwager Jean de Selys.
Via het huwelijk van Marie de Selys met Laurent Andrien de Lavaux des Brassines kwam de hoeve uiteindelijk terecht bij Maries kleinzoon Laurent Godefroid de Lavaux des Brassines. Hij wist de inmiddels versnipperd geraakte onderdelen van het oude goed weer te verenigen. Hij overleed in 1778.
Gérard l’Herminotte kocht de hoeve Sint Antoniusbank aan. Zijn dochter Sophie Elisabeth, gehuwd met architect Mathias Soiron, erfde de hoeve van haar vader. In 1881 verkocht Sophies kleindochter Francisca Holmann de hoeve aan de zussen Maria Theresia en Barbara Pirenne, die het goed in 1901 nalieten aan hun nicht Catharina Xhonneux. Zij was gehuwd met Hendrik Joseph Frijns, waarna de hoeve in de familie Frijns bleef.
Tijdens de Tweede Wereldoorlog werd de hoeve gebuikt als onderduikadres.

## Beschrijving
De huidige witgeschilderde, gesloten hoeve rond een binnenplaats is grotendeels uit de 17e eeuw. In 1780-1789 en begin 19e eeuw kreeg de hoeve zijn huidige uiterlijk, waarschijnlijk conform de plannen van Matthias Soiron.
Van de 15e-eeuwse hoeve resteren slechts enkele fragmenten in het herenhuis en in de schuur. Ook in de tuin zijn 15e-eeuwse bouwstenen te vinden, maar de herkomst daarvan is onduidelijk.

### Herenhuis
Het 17e-eeuwse herenhuis bevindt zich op de noordoosthoek en bestaat uit twee bouwlagen met een zadeldak tussen topgevels. Het interieur is in 1789 verbouwd in Lodewijk XV-stijl.
Aan de linkerzijde van het herenhuis is de toegangspoort. Boven deze poort is het alliantiewapen uit 1655 ingemetseld van Eustache le Berlier en zijn echtgenote Anna van Rave, de toenmalige eigenaren.

### Overige gebouwen
De graanschuur vormt het achterste gedeelte van de hoeve. Het mansarde-wolfsdak rust op vijf spitse spantbogen van baksteen. De sluitsteen van de poortboog geeft het jaartal 1780 aan.
Enkele modernere schuren bevinden zich in de zuidwesthoek van het complex.

## Afbeeldingen

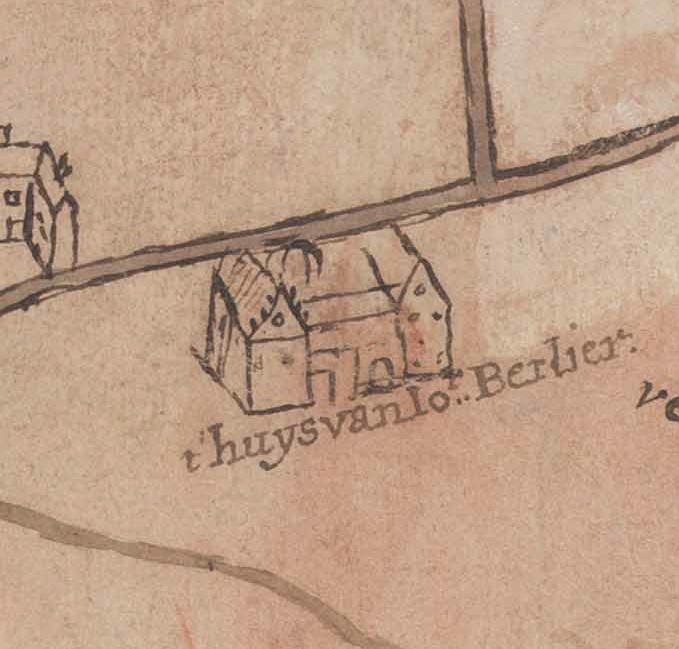
Hoeve Antoniusbank op een 17e-eeuwse kaart.
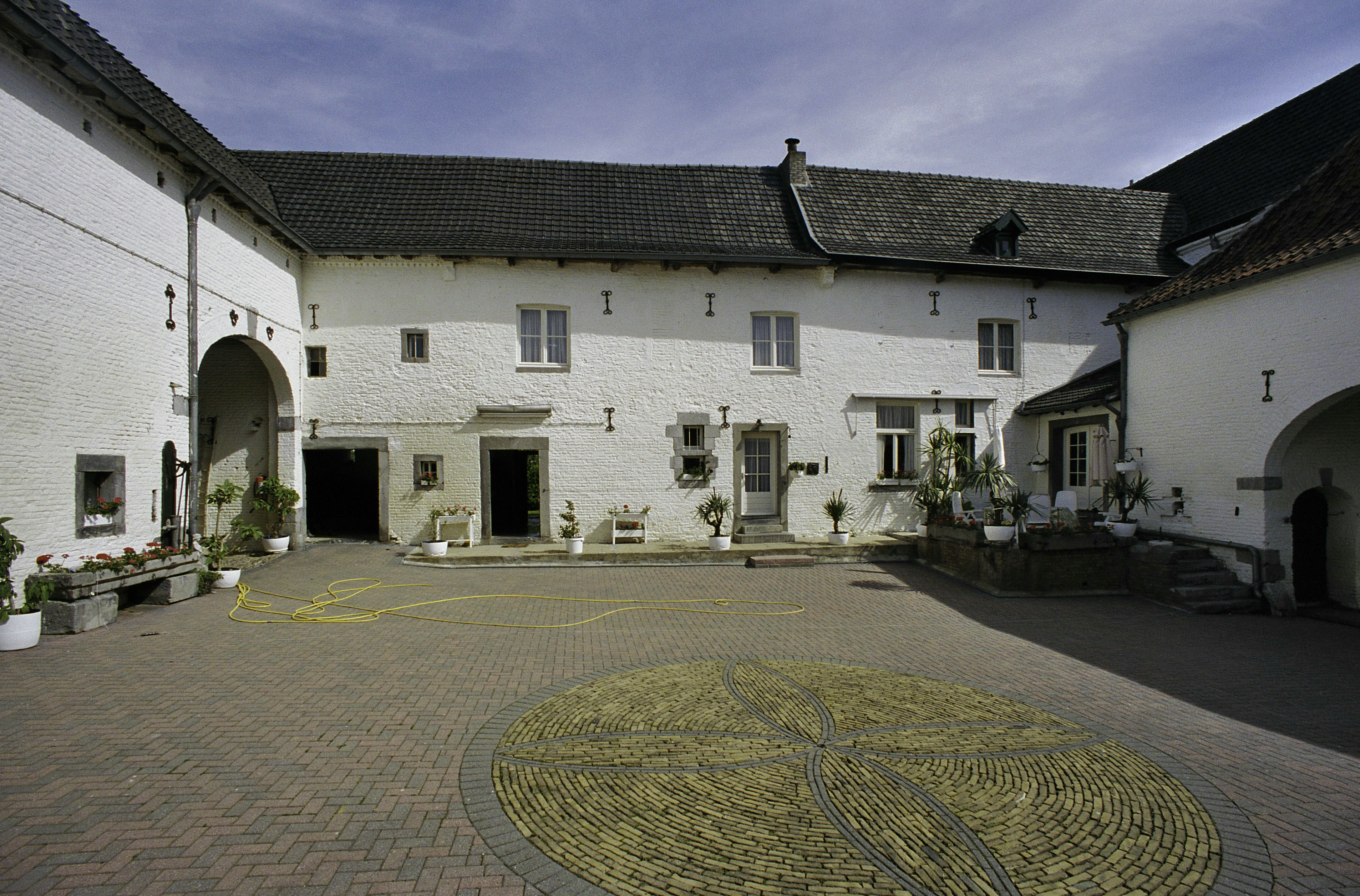
De binnenplaats.
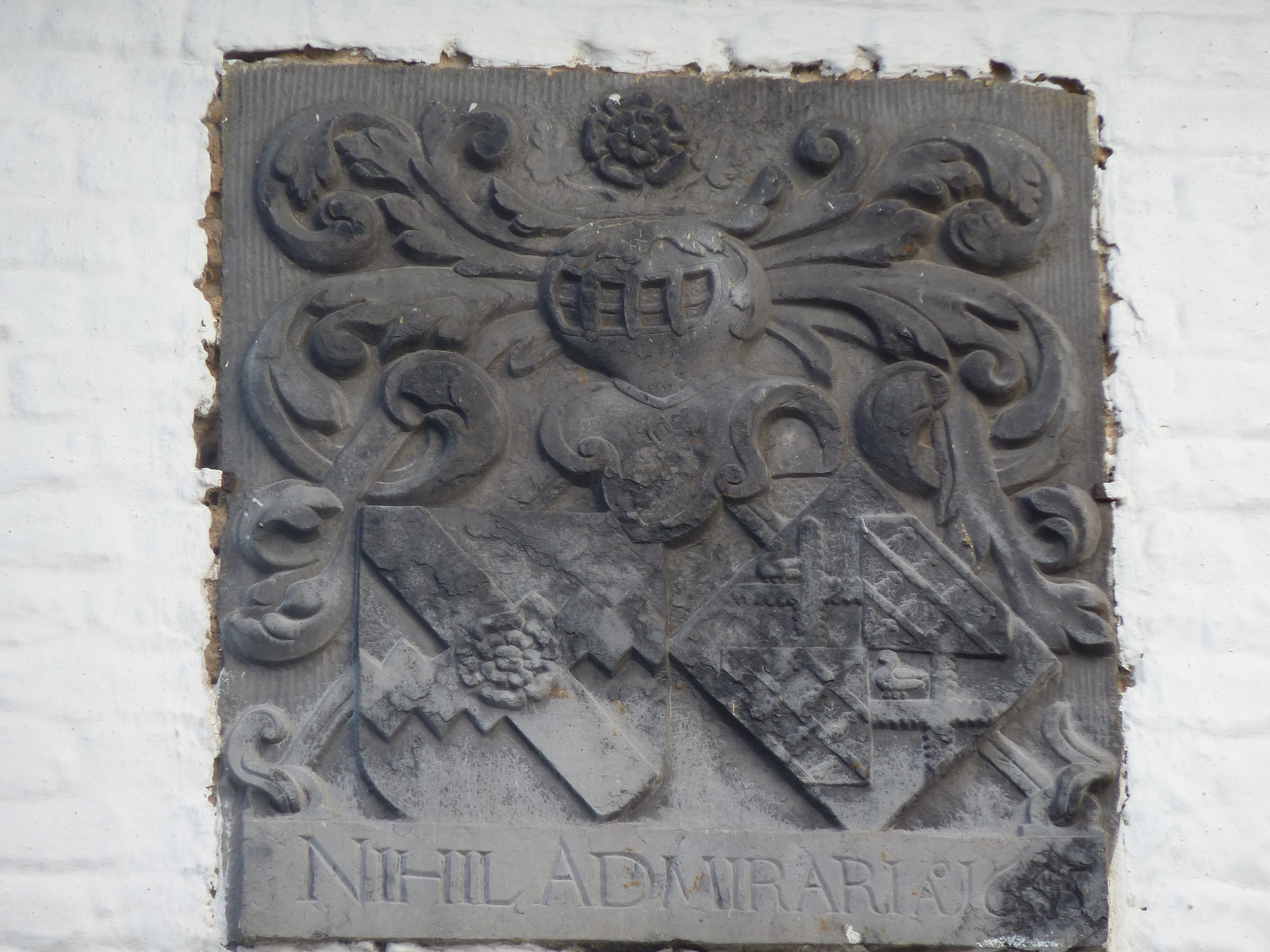
Het alliantiewapen Le Berlier – Van Rave.
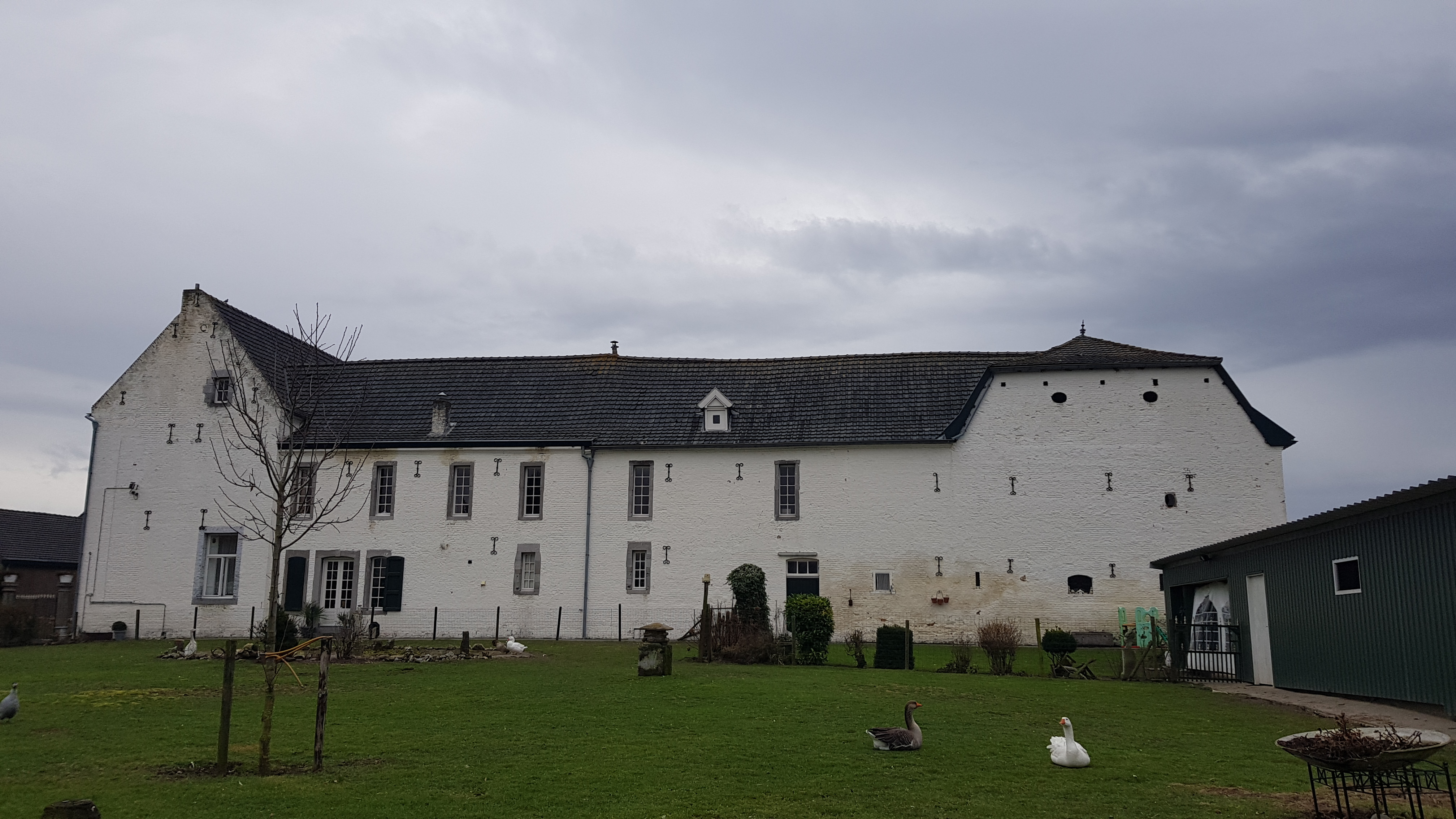
De hoeve met links het herenhuis en rechts de graanschuur.
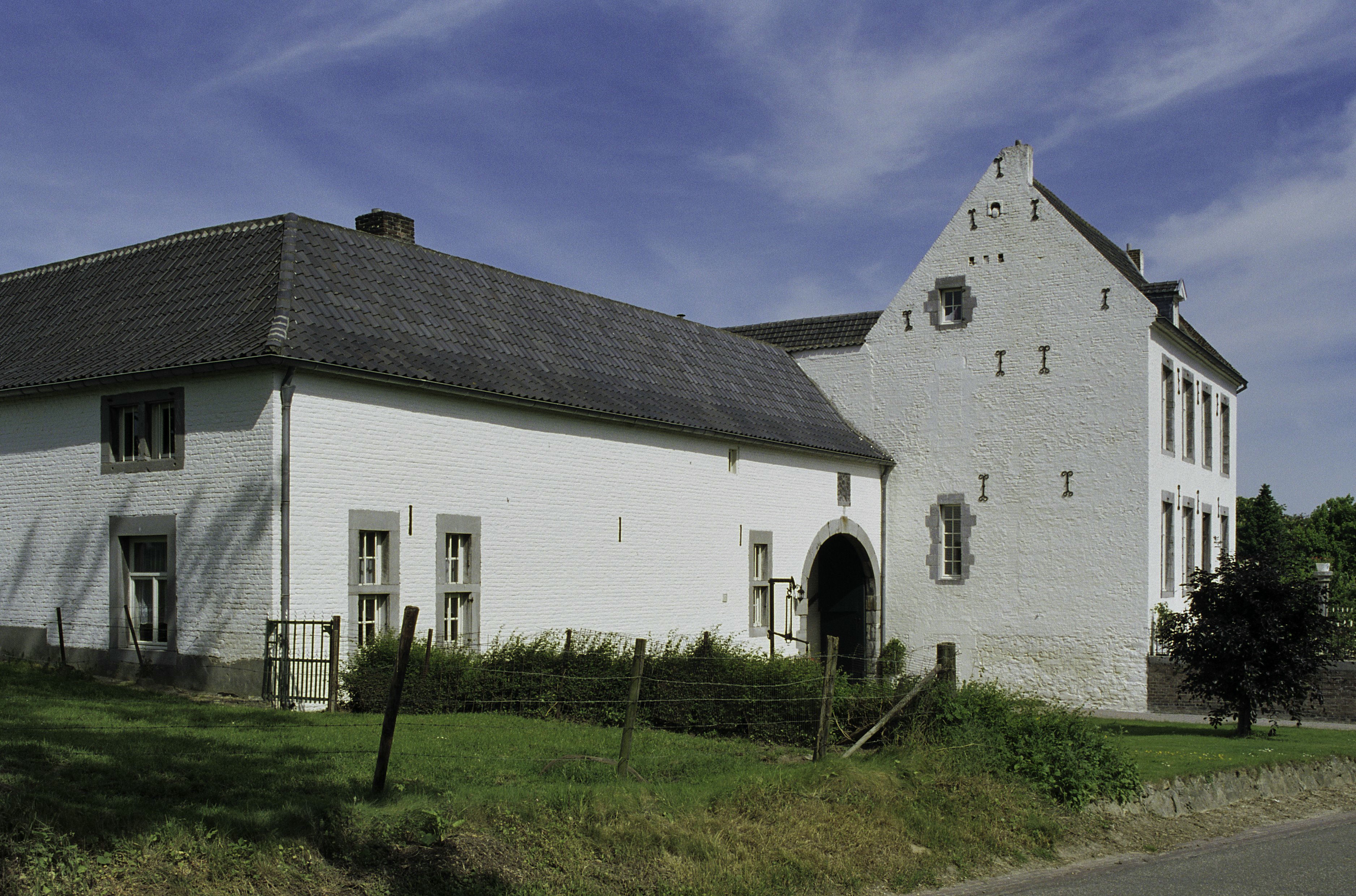
Het herenhuis en de toegangspoort.